# Tafertsweiler
Tafertsweiler ist eine von acht Ortschaften der baden-württembergischen Gemeinde Ostrach im Landkreis Sigmaringen in Deutschland.

## Geographie

### Geographische Lage
Tafertsweiler liegt rund 3,2 Kilometer nordöstlich vom Hauptort Ostrach in einer Endmoränenlandschaft. Die Ortschaft ist landwirtschaftlich geprägt und wird fast vollständig von einem breiten Waldgürtel umschlossen. Seit 1983 wird das Moränenmaterial durch die Kiesbaggerei Weimar abgebaut.

### Ausdehnung des Gebiets
Die Gesamtfläche der Gemarkung Tafertsweiler umfasst 1950 Hektar (Stand: 1. Dezember 2023).

### Gliederung
Die Ortschaft Tafertsweiler besteht aus den vier ehemaligen hohenzollerischen Wohnplätzen Tafertsweiler, Bachhaupten, Eschendorf und Gunzenhausen sowie der früheren Exklave Wirnsweiler, die vor der Gemeindereform zur ehemaligen württembergischen Gemeinde Friedberg, heute ein Stadtteil Bad Saulgaus, gehörte.

## Geschichte
Tafertsweiler im Ostrachgau war Besitzung des letzten freiherrlichen Sprossen Bertold von Bachobiten (Bachhaupten), der als Mönch im Kloster Salem starb. Im Jahre 1175 erlangte Salem durch Testament, beziehungsweise Kauf, Bachhaupten, Tafertsweiler und Eschendorf. 1200 kamen mit Genehmigung der Grafen Konrad und Heinrich von Wartenberg die Besitzungen der Herren Haller zu Gunzenhausen an Salem. Somit bildeten die Orte Bachhaupten, Tafertsweiler, Eschendorf und Gunzenhausen das erste Salemische Amt im Ostrachgau – das Amt Bachhaupten.
1603 wurde das Amt Bachhaupten nach dem Marktflecken Ostrach verlegt und hieß Oberamt Ostrach. Der weltliche Oberamtmann saß nun in Ostrach, der geistliche Pfleger, ein Pater, blieb im Schloss zu Bachhaupten als Präfekt und Repräsentant des Reichsabtes von Salem.
Als der 40. Abt, Kaspar Oexle, regierte, kam über das freie Reichskloster Salem und somit für die „Obere Herrschaft“, die Region rund um Ostrach, das schicksalhafte Ende. Am 25. Februar 1803 wurden im Reichsdeputationshauptschluss von Regensburg die Fürsten für Abtretungen auf dem linken Rheinufer entschädigt. Im Rahmen der Säkularisation schlug auch für das Reichsstift Salem die letzte Stunde.
Laut dem Geschichtsbuch Salem oder Salmansweiler aus dem Jahre 1863 erfolgte schon Ende des Jahres 1802, bereits Monate vor dem Reichsdeputationshauptschluss, die Enteignung des Reichsstifts und die Übernahme der Herrschaft Ostrach mit ihren befindlichen Besitzungen, sprich das Oberamt Ostrach mit Ostrach und den umliegenden Dörfern wie Tafertsweiler, durch das Fürstenhaus Thurn und Taxis, das als Inhaber der Grafschaft Friedberg-Scheer rechts der Ostrach bereits in der Region präsent war.
Das Oberamt Ostrach existierte nach kurzer Zugehörigkeit zu Thurn und Taxis auch noch nach 1806, als dieses per Rheinbundakte zugunsten von Hohenzollern-Sigmaringen mediatisiert wurde. Thurn und Taxis behielt als Standesherr gewisse Rechte, so die niedere Gerichtsbarkeit und das Jagdrecht. Fortan bestand das Oberamt Ostrach als Patrimonialamt unter hohenzollerischer Landeshoheit. Dem Handbuch des Fürstentums Hohenzollern-Sigmaringen aus dem Jahr 1844 ist zu entnehmen, dass das Pfarrdorf Tafertsweiler zu diesem Zeitpunkt 48 Gebäude und 171 Einwohner hatte und einschließlich der standesherrlichen Waldungen des Reviers Bachhaupten 4356 Morgen groß war.

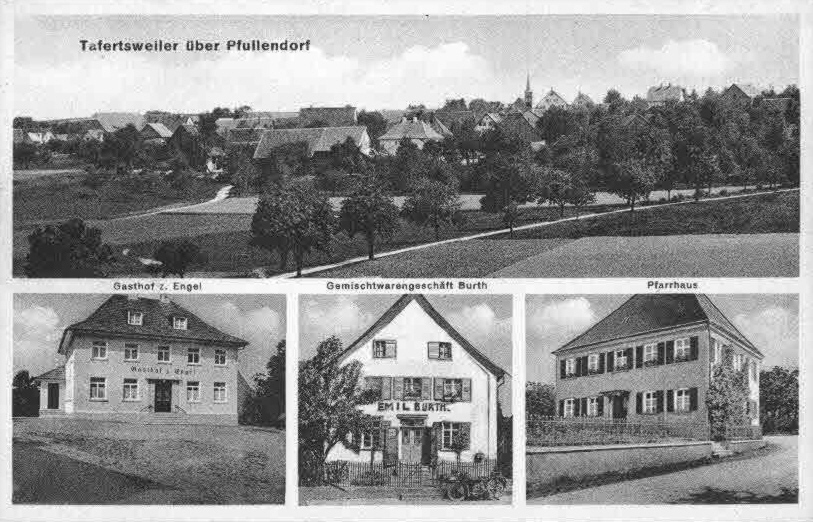
Ansichtskarte von Tafertsweiler

Tafertsweiler gehört von 1806 bis 1829 im hohenzollerischen Oberamt Ostrach zum Fürstentum Hohenzollern-Sigmaringen. 1850 ging das Oberamt Ostrach als Teil der Hohenzollernschen Lande an Preußen. Die standesherrliche Patrimonialgerichtsbarkeit wurde 1852 abgeschafft. Im Zuge einer Vereinfachung der Verwaltung wurde das Oberamt Ostrach durch Erlass vom 28. März 1862 aufgehoben und ins Oberamt Sigmaringen eingegliedert. Durch das Gesetz zur Vereinfachung der Verwaltung vom 7. Oktober 1925 kam die Gemeinde Tafertsweiler zum Landkreis Sigmaringen. 1948 konnte eine schwere Infektionskrankheit durch Abriegelung auf den Ort beschränkt werden.
Im Zuge der Gebietsreform in Baden-Württemberg wurde die selbständige Gemeinde Tafertsweiler am 1. Oktober 1974 nach Ostrach eingemeindet.

### Einwohner
1961 wurden 373 Einwohner gezählt, im Dezember 2023 wohnten 325 Bürger in der Ortschaft.

### Ortsname
Die Verbindung des Namens Tafertsweiler mit Taferne = Gasthaus oder sogar mit dem biblischen König David ist in einigen Fällen bewusst oder unbewusst erfolgt.
Folgende Schreibweisen sind urkundlich erwähnt: Tagebreteswilare (1194), Tageprechteswilare (1274),  Daperatswyler (1509), Taberattschwyler (1511),  Daffatschwiler (1530),  Tafernschweiler (1586) und Davidschweiler im 18. Jahrhundert.

## Religion
Die katholische Pfarrei Tafertsweiler gehört zum Dekanat Messkirch. Die evangelischen Christen gehören zur Kirchengemeinde Ostrach.

## Politik

### Ortsvorsteher
Ortsvorsteher von Tafertsweiler ist Wolfgang Pfeiffer (Stand: Juli 2011).

### Wappen
Das ehemalige Gemeindewappen von Tafertsweiler zeigt in geteiltem Schild oben in Silber an einem roten Hebebaum eine rote Bütte, unten in Schwarz ein doppelreihig rot-silbern geschachter Schrägbalken.
Das Wappen wurde der Gemeinde Tafertsweiler am 15. Februar 1949 durch das Innenministerium Württemberg-Hohenzollern verliehen. Der Hebebaum mit Bütte wird als eine Art Schnellwaage gedeutet. Dem Vorschlag des Staatsarchivs Sigmaringen folgend, vereint das Wappen zwei Wappenmotive in geschichtlicher Reihenfolge: das Motiv der Herren von Bittelschieß sowie das Motiv des Reichsstifts Salem, mit dem Tafertsweiler bis 1803 verbunden war.

## Kultur und Sehenswürdigkeiten

### Museen
In einem alten Schweinestall befindet sich eine private Sammlung, die sich alten landwirtschaftlichen und handwerklichen Gerätschaften widmet.

### Bauwerke
- Die Pfarrkirche St. Urban weist einen langschiffigen Baukörper mit aufgesetztem Glockenturm und Spitzdach auf.
- Das ehemalige Schul- und Rathaus von Tafertsweiler wurde 2009/10 zum Dorfgemeinschaftshaus umgebaut und modernisiert.

## Wirtschaft und Infrastruktur

### Bürgerbus

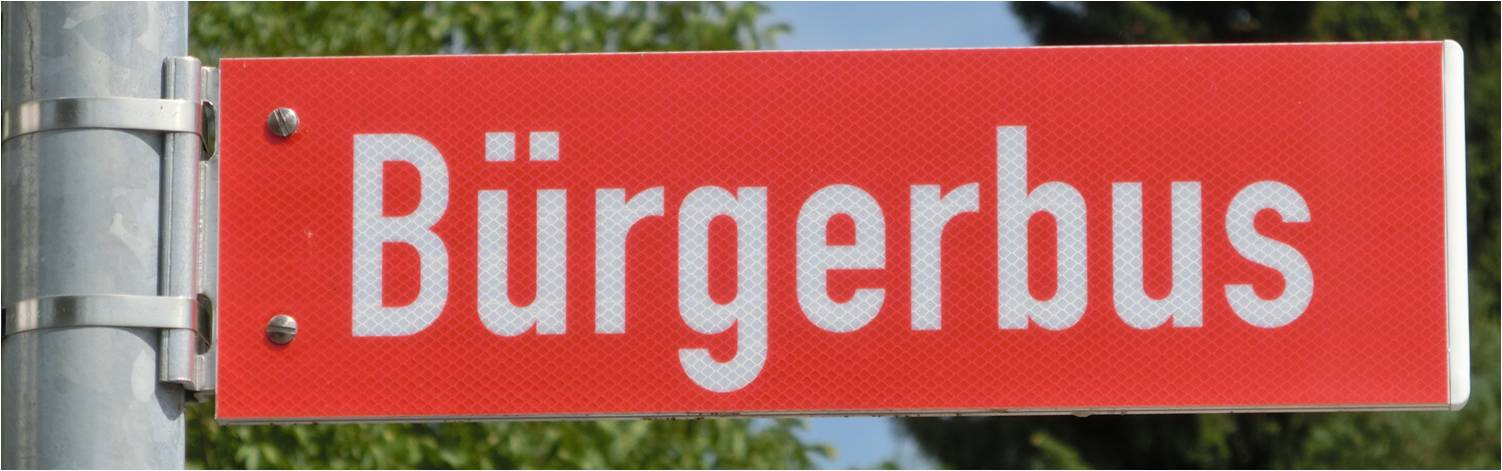
Haltestelle „Bürgerbus“

Der Ostracher Bürgerbus ergänzt den öffentlichen Nahverkehr und verbessert unter anderem die Mobilität von Menschen mit Behinderungen. An drei Tagen in der Woche fährt der Bus nach einem festen Plan zwischen der Ostracher Ortsmitte und Tafertsweiler, Eschendorf, Bachhaupten sowie Wirnsweiler. Der Bürgerbus wird von der Gemeinde Ostrach finanziert und vom Bürgerbus-Verein sowie ehrenamtlichen Fahrern und Helfern betrieben.